# Boris Deltow
Boris Deltow ist ein ehemaliger deutscher Basketballspieler, -trainer und -schiedsrichter.

## Werdegang
Deltow spielte zu Beginn der 1950er Basketball zunächst in Berlin. Er wurde dann als Student und Spieler der HSG Wissenschaft Jena in den 1950er Jahren in die Nationalmannschaft der Deutschen Demokratischen Republik berufen, mit der er unter anderem an den im Sommer 1953 ausgetragenen Internationalen Freundschafts-Sportspielen der Jugend teilnahm. Zusammen mit Wolfgang Hercher brachte er in den 1950er Jahren den Basketballsport in Jena und anderen Teilen Thüringens wesentlich voran. Deltow und Hercher wurden als Jenaer Basketballpioniere bezeichnet. Später war Deltow beim SC Dynamo Berlin tätig.
Als Schiedsrichter leitete Deltow in den 1960er und 1970er Jahren Spiele auf internationaler Ebene, unter anderem im Europapokal der Landesmeister.
1970 schloss Deltow an der Deutschen Hochschule für Körperkultur eine Doktorarbeit ab. Daraus ging der gemeinsam mit Wolfgang Hercher verfasste Aufsatz Die Entwicklung von Korbzielwurfleistungen im Basketballspiel ein Beitrag zur Erhöhung der Wirksamkeit der Angriffsabschlußverfahren durch Verbesserung der Zielgenauigkeitsleistungen in den Sportspielen hervor. 1976 erschien sein Buch Überall Basketball: eine Anleitung für jedermann. Deltow war Leiter des Autorenkollektivs, das 1978 das Werk Basketball. Ein Lehrbuch für Trainer, Übungsleiter und Aktive herausbrachte.
In seiner sportwissenschaftlichen Arbeit befasste sich Deltow neben dem Basketball unter anderem mit dem Nachwuchsleistungssport und der Talentförderung im Rahmen von Kinder- und Jugendspartakiaden. Seine Erkenntnisse veröffentlichte er in der sportwissenschaftlichen Zeitschrift Theorie und Praxis des Leistungssports.